# Egitto ai Giochi della XXIII Olimpiade
L'Egitto partecipò ai Giochi della XXIII Olimpiade, svoltisi a Los Angeles, Stati Uniti, dal 28 luglio al 12 agosto 1984, con una delegazione di 114 atleti impegnati in quindici discipline.

## Medaglie
| Medaglia | Nome                | Disciplina | Evento                    |
| -------- | ------------------- | ---------- | ------------------------- |
| Argento  | Mohamed Ali Rashwan | Judo       | Categoria libera - uomini |

## Risultati

### Pallacanestro
- Uomini

| Atleta | Classifica |
| --- | ---------- |
| V · D · M Nazionale egiziana - Pallacanestro ai Giochi della XXIII Olimpiade - Torneo maschile 4 Bekhit · 5 Khaled · 6 Attalah · 7 Soliman · 8 Rabieh · 9 Abu al-Khair · 10 el-Gazzar · 11 Shouman · 12 Warda · 13 el-Sabbagh · 14 Marei · 15 Abou el-Nein · All. Fouad el-Kheir | 12°        |
| Nazionale egiziana - Pallacanestro ai Giochi della XXIII Olimpiade - Torneo maschile |            |
| 4 Bekhit · 5 Khaled · 6 Attalah · 7 Soliman · 8 Rabieh · 9 Abu al-Khair · 10 el-Gazzar · 11 Shouman · 12 Warda · 13 el-Sabbagh · 14 Marei · 15 Abou el-Nein · All. Fouad el-Kheir                                                                                                |            |